# Coleophora armeniae
Coleophora armeniae é uma espécie de mariposa do gênero Coleophora pertencente à família Coleophoridae.